# قناة كالكاسيو للسفن
قناة كالكاسيو للسفن (بالإنجليزية:  Calcasieu Ship Channel)‏ هي ممر مائي يربط مدينة بحيرة تشارلز، لويزيانا، بخليج المكسيك، ويسمح وجودها لميناء بحيرة تشارلز، الذي يقع على بعد أكثر من 30 ميلاً من الخليج، بأن يكون 11 أكبر ميناء بحري في الولايات المتحدة، الاستخدام الأساسي للقناة هو استيراد المواد للمعالجة في مصافي التكرير الموجودة ببحيرة تشارلز الكبيرة، بما في ذلك البترول والغاز الطبيعي المسال وتصدير المنتجات المكررة، مثل البنزين والمواد الكيميائية.
تم بناء القناة في العشرينيات من القرن العشرين، وهي عبارة عن مزيج من البحيرات الطبيعية والجداول والقطع الاصطناعية، وعلى مر السنين، مع تزايد حجم السفن، واجهت القناة صعوبة متزايدة في استيعاب السفن المعاصرة، لذا في يونيو 2009، وافق سلاح المهندسين بالجيش الأمريكي على تجريف القناة والارتقاء بها إلى المعايير الحديثة.